# Слуцкое (электродепо)
ТЧ-3 «Слу́цкое» (бел. «Слуцкае») — строящееся электродепо Минского метрополитена, планирующееся для обслуживания Зеленолужской линии. Будет расположено за действующей станцией «Слуцкий гостинец». Строительство электродепо началось 1 сентября 2021 года. Ввод в эксплуатацию ранее предполагался вместе с участком Зеленолужской линии «Аэродромная» — «Слуцкий гостинец». До этого момента Зеленолужскую линию обслуживает ТЧ-2 «Могилёвское», также обслуживающее Автозаводскую линию.
Электродепо находится в районе улиц Кижеватова и Серова.

## Обустройство
В электродепо расположено около 15 различных сооружений, основными из которых являются отстойно-ремонтный комплекс, здание понижающей подстанции, поста электрической централизации, а также цехи с покрасочными и ремонтными отделениями и камера мойки поездов. В депо обслуживается более 10 поездов. В перспективе при необходимости место отстоя и обслуживания составов будет расширено.

## Обслуживаемые линии
| # | Линия         | Период     |
| - | ------------- | ---------- |
| 3 | Зеленолужская | с открытия |

## Подвижной состав

### Пассажирский подвижной состав
| Тип                         | Период     | Вагонов в составе | Состояние |
| --------------------------- | ---------- | ----------------- | --------- |
| Stadler M110/M111           | с открытия | 4                 |           |
| 81-765.7/766.7 «Минск-2024» | с открытия | 4                 |           |